# Devis Epassy
Devis Rogers Epassy Mboka, född 2 februari 1993, är en franskfödd kamerunsk fotbollsmålvakt som spelar för Abha och Kameruns landslag.

## Landslagskarriär
Epassy debuterade för Kameruns landslag den 8 juni 2021 i en 0–0-match mot Nigeria. I november 2022 blev Epassy uttagen i Kameruns trupp till VM 2022.